# Western Norway Film Commission
La Western Norway Film Commission (WNFC, Commission cinématographique de la Norvège de l’Ouest) est un organisme qui a pour but de promouvoir la Norvège de l’Ouest comme lieu de tournage auprès des producteurs de films et de télévision étrangers.
WNFC est une initiative des départements de la région, du Hordaland, du Møre et Romsdal, et de Sogn et Fjordane. Les fonctions de la WNFC sont destinés à l’industrie cinématographique internationale. La WNFC fait office de lien entre les producteurs, l’industrie cinématographique locale et les entreprises locales. Le repérage de lieux de tournage, la documentation, une base de données sur les professionnels locaux du cinéma, et tous les renseignements pratiques relatifs aux tournages dans la région sont offerts gratuitement par la WNFC.
La WNFC est membre de l’AFCI, le réseau international des commissions cinématographiques.